# Ionema cobbi
Ionema cobbi är en rundmaskart som först beskrevs av Steiner 1916.  Ionema cobbi ingår i släktet Ionema och familjen Leptolaimidae. Arten är reproducerande i Sverige. Inga underarter finns listade i Catalogue of Life.